# Distrito de Tintay Puncu
El distrito de Tintay Puncu (del quechua: tintay, encuentro; y punku, puerta; "puerta del encuentro") es uno de los dieciséis que conforman la provincia de Tayacaja, ubicada en el departamento de Huancavelica en el Perú.

## Historia
El distrito fue creado mediante Ley 23941 del 9 de octubre de 1984, en el gobierno del presidente Fernando Belaúnde Terry.

## Capital
La capital del distrito es  Villa Tintay.

## Autoridades

### Municipales
- 2023 - 2026[2]
  - Alcalde: Cayo Alfredo Fernandez Huarocc, del Movimiento Regional Ayni.
  - Regidores:

  1. Fidencia Espinal Cermeño (Movimiento Regional Ayni)
  2. Yodi Madueño Romani (Movimiento Regional Ayni)
  3. Rosbel Cardenas Onocuri (Movimiento Regional Ayni)
  4. Walter Cardenas Arroyo (Movimiento Regional Ayni)
  5. Marino Romani Rojas (Movimiento Independiente Trabajando para Todos)